# 布拉霍達蒂夫卡 (利維夫州)
49°37′5″N 24°16′59″E / 49.61806°N 24.28306°E
布拉霍達蒂夫卡（羅馬化：Blahodativka）是烏克蘭西部利沃夫州利沃夫区比布尔卡市镇内的村庄。面積1.47平方公里，海拔高度292米，2001年人口402，人口密度每平方公里273.47人。